# 日本健康太極拳協会
特定非営利活動法人日本健康太極拳協会（とくていひえいりかつどうほうじんほうじんにほんけんこうたいきょくけんきょうかい）は、東京都千代田区に本部を置く特定非営利活動法人である。高齢化社会が進行する日本において行政との連携を深めつつ、楊名時八段錦・太極拳を通じて地域社会の健康増進と社会の発展に寄与することを目的とし、1999年に特定非営利活動法人として登録・設立された。楊名時八段錦・太極拳友好会を前身とする会員組織である。機関誌『太極』を発行している。

## 師家・理事
- 師家：楊名時（1924-2005）
- 理事長：楊 進
- 副理事長：楊 慧

## 階位制
ＮＰＯ法人日本健康太極拳協会では、会員に対しその技量に応じた階位制を定めている。それぞれ昇階審査を経て昇階する。
奥伝から黒帯を締めることができるので、一般的な武道の初段に相当するのが奥伝であると言える。
初伝　　一通り動ける
中伝　　初伝から１年以上稽古を重ねること
奥伝　　中伝から１年以上稽古を重ねること
指導員　奥伝から１年以上稽古を重ね、指導助手や助手的経験を重ねること
準師範　指導員から２年以上稽古を重ね、指導助手や助手的経験を重ねること
師範　　準師範から５年以上稽古を重ね、指導助手や助手的経験を重ねること